# Brice Leeson (3e comte de Milltown)
Brice Leeson, 3e comte de Milltown (20 décembre 1735 - 10 janvier 1807) est un pair anglo-irlandais.

## Biographie
Il est le deuxième fils de Joseph Leeson (1er comte de Milltown) et Cecilia Leigh. Il devient comte de Milltown à la mort de son frère, Joseph Leeson (2e comte de Milltown) le 27 novembre 1801.
Il épouse (25 octobre 1765) Maria Graydon (décédée le 25 juillet 1772), fille de John Graydon, de Dublin, et de son épouse Cassandra Tahourdin, fille de Gabriel Tahourdin, de Wanstead  un réfugié huguenot d'Anjou devenu marchand de la ville de Londres . Le père de Gabriel, également appelé Gabriel, épouse Gabrielle Baudouin, la sœur de René Baudouin, un autre réfugié huguenot et riche marchand de soie qui venait de Tours et est également devenu marchand dans la ville de Londres. Un mémorial existe à l'intérieur de l'église de St Mary Aldermary, dans la ville de Londres, enregistrant l'histoire de son arrivée de Tours,,.
Il s'installe au siège de la famille à Russborough House, Blessington, Comté de Wicklow. Son petit-fils Joseph Leeson (4e comte de Milltown) lui succède. Il est le fils du fils aîné de Brice, Joseph Leeson, décédé en 1800. Sa veuve Maria est décédée à Dublin en 1842 à l'âge de 100 ans.